# Catocala caerulea
Catocala caerulea är en fjärilsart som beskrevs av William Beutenmüller 1907. Catocala caerulea ingår i släktet Catocala och familjen nattflyn. Inga underarter finns listade i Catalogue of Life.

## Bildgalleri

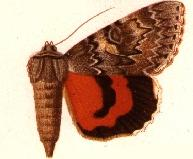